# Coming Back to Life
"Coming Back to Life" es una canción del álbum de 1994 de Pink Floyd The Division Bell, y es acreditada únicamente a David Gilmour.

## Composición
Gilmour dijo (como puede oírse en el DVD David Gilmour in Concert) que la canción fue escrita acerca de su esposa, Polly Samson.
La canción está en Do mayor. Empieza con un zumbido de sintetizador en Do mayor, seguido de un solo tranquilo de guitarra tocado con un sonido limpio. El primer verso es cantado lentamente sobre los acordes del sintetizador, antes de que aparezca el ritmo principal, y que el resto de la banda se junte al arreglo. Otro verso es cantado, y seguido por un solo de guitarra. Después de eso, las últimas líneas del verso son cantadas nuevamente, y luego otro solo de guitarra con el ritmo principal es tocado hasta el final de la canción.

## En vivo
La canción se incluyó en el álbum en vivo de 1995, Pulse. La versión de audio es sacada de otro concierto diferente al del DVD y video. La versión en vivo de la canción aparece como bonus track en el lado B del tercer sencillo del álbum Pulse de Pink Floyd, "Wish You Were Here (Live)". Las versiones en vivo del solo de David Gilmour están incluidas en sus DVD en vivo David Gilmour in Concert y Remember That Night así como en el tercer CD de la edición especial del álbum Live In Gdańsk.

## Personal
- David Gilmour - guitarra, voz líder.
- Richard Wright - órgano Hammond y sintetizadores Kurzweil.
- Nick Mason - batería y percusión.
- Jon Carin - teclados adicionales.
- Tim Renwick - Guitarra acústica (tanto en la versión de estudio como en las versiones en vivo).
- Guy Pratt - bajo